# Bearlake
Bearlake era il chipset Intel pensato per la seconda generazione dei processori a 4 core Core 2 Quad e Core 2 Extreme, basati su core Yorkfield, e in generale per tutte le CPU a 45 nm e quelle con bus a 1333 MHz. Venne presentato alla fiera Computex di Taipei il 5 giugno 2007.
Le varie versioni di Bearlake costituivano i successori, dell'i965 (Broadwater) e dell'i975 presentati tra la fine del 2005 e la metà del 2006.

## Nome commerciale
Il nome commerciale di questo chipset avrebbe dovuto essere i985x o i995x, invece a metà ottobre 2006, Intel ha scelto di allontanarsi dalla tradizionale nomenclatura a 3 cifre dei propri chipset, passando ad una a 2 cifre precedute da una lettera che va a contraddistinguere la tipologia di chipset e quindi il suo posizionamento nel mercato: ad evidenziare che tutte le varianti facevano parte della famiglia Bearlake, la prima delle due cifre era sempre il numero "3".
Queste le versioni di chipset Bearlake, o serie 3, che vennero presentate:
- Bearlake-P: Intel P35 Express - soluzione di fascia medio alta per il mercato degli utenti desktop più esigenti - 5 giugno 2007
- Bearlake-G: Intel G33 - soluzione con chip video integrato DirectX 9 - 5 giugno 2007
- Bearlake-X: Intel X38 - soluzione di fascia alta per il mercato degli utenti desktop più esigenti - 10 ottobre 2007

Successivamente arrivarono anche i seguenti modelli:
- Bearlake-G+: Intel G35 - soluzione con chip video integrato DirectX 10 - secondo/terzo trimestre 2007
- Bearlake-Q: Intel Q35 - chipset per sistemi desktop business appartenenti alla piattaforma vPro - secondo/terzo trimestre 2007
- Bearlake-QF: Intel Q33 - chipset per sistemi desktop business appartenenti alla piattaforma vPro - secondo/terzo trimestre 2007

A gennaio 2007 era stato annunciato l'arrivo anche di una nuova versione ancor più economica:
- Intel G31 - soluzione di fascia economica con chip video integrato - terzo trimestre 2007

Mentre a settembre 2007 era stato annunciato anche l'arrivo di una versione ancora più estrema della X38:
- Intel X48 - soluzione di fascia alta per il mercato degli utenti desktop più esigenti - primo trimestre 2008

## Caratteristiche tecniche
Ogni variante di Bearlake era caratterizzata da funzionalità peculiari ma, in generale, la novità più evidente introdotta con questa famiglia di chipset era il supporto alle RAM di tipo DDR3 (a partire dallo standard a 1066 MHz) per un massimo di 8 GB, naturalmente in configurazione dual channel, accompagnata dal bus a 1333 MHz per il processore, necessario per le nuove caratteristiche introdotte con la CPU Yorkfield. Per mantenere la compatibilità con il passato comunque, alcuni modelli di questo chipset supportavano anche la memoria DDR2. Il socket abbinato invece rimaneva l'ormai maturo 775 mentre il processo produttivo era quello a 90 nm mai utilizzato prima da Intel per i suoi chipset; in questo modo il produttore riuscì ad ottenere un chip di ben 45 milioni di transistor (più dei 42 della prima generazione di Pentium 4 Willamette), ma mantenendo un consumo di circa 14,5 W.
Continuava, da parte di Intel, il supporto a configurazioni multi GPU con 2 slot PCI Express 16x elettrici per schede video e il debutto delle specifiche PCI Express 2.0. Ancora una volta, al pari di quanto fatto con le precedenti soluzioni i965 e i975, la tecnologia multi GPU supportata da questa piattaforma chipset era la CrossFire di ATI Technologies/AMD. Non era invece previsto alcun supporto per la tecnologia concorrente, vale a dire, lo SLI di NVidia.
Il comparto audio era il solito Intel High Definition Audio, conosciuto anche attraverso il nome in codice Azalia, ed era curato dal nuovo southbridge ICH9, ed era capace di gestire i formati stereo LPCM, oppure AC3 a 5.1 canali a 96 kHz. Il southbridge era in grado di gestire anche 6 porte SATA per il collegamento delle periferiche e aumentava ulteriormente il numero di porte USB 2.0 che i produttori di schede madri potevano integrare nei propri prodotti, portandolo a ben 12.
La comunicazione tra northbridge e southbridge era ancora la cosiddetta Direct Media Interface (DMI) da 2 GB/s presente anche nei precedenti i965 e i975.
Intel dichiarò subito che i nuovi chipset non avrebbero più supportato i processori basati sull'architettura NetBurst, ovvero i Pentium 4 e Pentium D, a causa delle nuove specifiche che delineate per le circuiterie di alimentazione destinate alle schede madri dotate di questi chipset. Ai produttori di schede madri veniva però lasciata la possibilità di abilitare il supporto ai sopracitati processori al di fuori però dei termini di garanzia fornita da Intel.

## Caratteristiche peculiari delle varie versioni

### X38 e X48

#### X38

Schema a blocchi del chipset X38

La soluzione X38 venne presentata il 10 ottobre 2007 come evoluzione del i975 Express in commercio da novembre 2005, e andava a rappresentare la soluzione adatta per la fascia alta del mercato; essa supportava in particolare 2 slot PCI Express 2.0 con connessioni x16 elettriche ed era l'unica a supportare le DDR3-1333 (compreso il supporto dei moduli ECC); gli altri slot PCI Express (quattro slot x1 e uno x4) rimanevano invece dello standard 1.1. A causa di queste alte prestazioni il suo consumo massimo era leggermente più alto rispetto alle altre soluzioni Bearlake, circa 20 W.
X38 implementava anche 2 nuove tecnologie chiamate Intel Extreme Memory (XMP) e Intel Extreme Tuning Utility. La prima è simile alla Nvidia SLI Memory, introdotta con il chipset nForce4, in grado di sfruttare alcuni particolari banchi di memoria RAM (in questo caso solo DDR3) ad alte prestazioni. Per mezzo della seconda tecnologia invece viene fornita all'utente una particolare interfaccia utilizzabile dal sistema operativo attraverso cui dialogare direttamente con il BIOS della scheda madre e poter quindi agire sui settaggi più profondi del sistema (tra cui anche quelli per l'overclock) senza dover riavviare il sistema, e attraverso un'utility software certamente più semplice e intuitiva di quanto possa essere la scarna interfaccia di un tradizionale BIOS.

#### X48

Schema a blocchi del chipset X48

A settembre 2007 venne annunciata anche una versione ancora più potente, X48, che è poi arrivata sul mercato nel primo trimestre 2008 in abbinamento al processore Core 2 Extreme QX9770 (basato su core Yorkfield). Le differenze rispetto alla soluzione X38 erano limitate ad alcune funzionalità implementate al fine di ottenere sia più elevate prestazioni velocistiche complessive che margini di overcloccabilità più alti, grazie anche all'introduzione del supporto ufficiale alla frequenza di BUS a 1600 MHz (utilizzata proprio dal Core 2 Extreme QX9770) e alle DDR3-1600, ma non era compatibile né con le memorie DDR2, né con i moduli DDR3 ECC. Il supporto alle DDR3-1600 era tuttavia limitato a 2 soli slot e i moduli installati dovevano essere compatibili con la tecnologia Intel Extreme Memory (XMP) per poter sfruttare la nuova frequenza di clock, altrimenti sarebbero stati forzati a funzionare a 1333 MHz. I requisiti imposti da Intel prevedevano anche un voltaggio dei moduli pari a 1,8 V (al posto del valore predefinito di 1,5 V) e timings di accesso pari a 8-8-8 e quindi identici a quelli indicati per le memorie DDR3-1333.
Era pienamente compatibile con il "fratello minore" e questo consentiva ai produttori di schede madri di poterlo inserire nelle proprie motherboard senza dover stravolgere i propri progetti. Tutte queste caratteristiche ovviamente lo ponevano in una fascia di prezzo decisamente elevata, superiore a quella già alta del modello X38.

Schema a blocchi del chipset P35

Schema a blocchi del chipset P31

A fine 2007 era stato annunciato che tale modello, inizialmente previsto per gennaio 2008, sarebbe stato posticipato di uno o due mesi, per consentire ai produttori di schede madri di esaurire le scorte del modello precedente. Successivamente, agli inizi di febbraio 2008, Intel ha confermato l'arrivo di X48 a metà marzo.

### P35 Express e P31

#### P35 Express
Il P35 Express era la versione "standard" della famiglia Bearlake, e costituiva la naturale evoluzione dell'i965P. Si trattava in ogni caso di una soluzione di fascia medio-alta, in grado di offrire la maggior parte delle caratteristiche principali sopra citate. Tra queste si possono ricordare il supporto al BUS fino a 1333 MHz, oltre che al controller per la RAM sia di tipo DDR2 che DDR3 (in genere i produttori lasciavano all'utente la scelta del tipo di RAM mettendo a disposizione slot per entrambi i tipi); infine per quanto riguarda l'espandibilità del sistema, il P35 consentiva di avere configurazioni x16/x4 per i 2 slot PCI Express al posto di quella x16/x16 delle versioni top di gamma X38/X48.

#### P31
Il P31 era una versione molto economica del P35, nata sulla scia del G31, illustrato più avanti. Per contenere i costi erano state tagliate diverse caratteristiche e il southbridge ICH9 era stato sostituito dal più maturo ICH7, in modo da consentire la produzione di schede madri molto economiche. La RAM supportata era solo quella di tipo DDR2 a 800 MHz in quantitativo massimo di 4 GB, e l'espandibilità del sistema era leggermente ridotta rispetto a quanto possibile con il "fratello maggiore" a causa del minore numero di porte USB 2.0 (fino a 6), SATA (fino a 4), e slot PCI Express x1 (fino a 4).

### G35, G33 e G31

#### G35

Schema a blocchi del chipset G35

G35 era la versione con sottosistema grafico integrato del P35 e andava quindi a sostituire l'i965G. Il nuovo comparto grafico, denominato GMA X3500 (successore del GMA X3000 integrato nell'i965G), era il più potente di tutti quelli integrati nella famiglia Bearlake. Esso forniva supporto alle DirectX 10, utilizzando unità pixel shader funzionanti a 165 MHz, e dando la possibilità di riprodurre anche i flussi video in alta definizione (risoluzione di 1920x1080 a 24 bit). Inizialmente era previsto anche il supporto alla protezione HDCP e alla connessione HDMI, così da permettere la visualizzazione dei flussi video protetti dei supporti Blu-ray e HD DVD (sebbene quest'ultimo standard sia stato successivamente abbandonato); HDCP e HDMI sono infatti requisiti essenziali per poter visualizzare flussi video protetti ad alta risoluzione, in mancanza dei quali i video vengono gestiti a risoluzione standard con una conseguente diminuzione della qualità complessiva.

Successivamente però, a fine gennaio 2007, si è saputo che tale supporto era stato eliminato insieme alla compatibilità con i moduli RAM DDR3. Intel consentiva ai produttori di schede madri di ovviare al problema della mancata riproduzione dei supporti Blu-ray e HD DVD, proponendo una scheda esterna che forniva connessione HDMI sempre sfruttando il chip video integrato.
Altre limitazioni riguardavano il southbridge, che nel chipset G35 non era il preventivato ICH9, ma il più tradizionale ICH8, in modo da avere compatibilità pin-to-pin con il precedente chipset i965 e consentirne la semplice sostituzione nei progetti delle schede madri già sviluppate da parte dei produttori. A beneficiare di queste lacune erano quindi proprio i produttori di schede madri, che potevano riadattare i propri design alla nuova piattaforma chipset semplicemente sostituendo il northbridge.

#### G33

Schema a blocchi del chipset G33

La versione G33 andava a sostituire l'i945G nella stessa fascia di mercato e, a differenza del modello più potente G35, non implementava il core grafico GMA X3500, ma il più semplice GMA 3100 (da non confondere con il GMA X3100 integrato nella variante mobile dell'i965, vale a dire l'i965GM, meglio conosciuto con il nome in codice di Crestline, e alla base delle piattaforme Centrino Duo e Centrino Pro Santa Rosa).
Il GMA 3100 era limitato ad un supporto DirectX 9 e adottava, come ormai consuetudine, la tecnologia Intel Clear Video per l'ottimizzazione dei filmati ad alta definizione. Per quanto riguardava l'accelerazione hardware essa era limitata al solo formato MPEG-2, mentre non era disponibile per il formato VC-1 (presente nel G35). Tale limitazione non significava ovviamente che un sistema basato su tale chipset non potesse riprodurre contenuti video ad alta definizione in formato VC-1, ma semplicemente che la decodifica di tali flussi video era possibile solo via software, ovvero totalmente a carico della CPU.
In ogni caso, per certi versi il G33 era anche migliore del G35 dato che veniva abbinato al southbridge ICH9, con le conseguenti maggiori possibilità di espansione offerte da tale versione, e inoltre era presente anche il supporto per la memoria RAM DDR3. Si trattava di 2 caratteristiche che, come detto sopra, dovevano essere presenti anche nel G35, permettendo quindi di differenziare maggiormente i livelli di queste 2 versioni di chipset, ma successivamente Intel ha annunciato di averle eliminate dal modello principale.

#### G31

Schema a blocchi del chipset G31

G31, annunciato per la prima volta a fine gennaio 2007, era una versione ancor più semplificata del G33, grazie anche all'adozione del southbridge ICH7 al posto dell'ICH9. Si trattava dello stesso approccio che Intel utilizzava anche per le differenziare le versioni sprovviste del comparto grafico (P35 e P31), e consentiva di conseguenza grande libertà da parte dei produttori nella scelta del modello di chipset da integrare nei propri prodotti.
Rispetto al G33 vi erano inoltre limitazioni per quanto riguarda l'accelerazione hardware e un supporto molto più contenuto per quanto riguarda l'alta definizione, sia dal punto di vista qualitativo sia per quanto riguarda le connessioni con altri dispositivi, in primo luogo le televisioni; il calo qualitativo era dovuto soprattutto al fatto che sebbene anche il G31 integrasse il comparto grafico GMA 3100 del G33, non era presente in questa versione la tecnologia Intel Clear Video.
Il BUS massimo supportato era quello a 1066 MHz, mentre la RAM utilizzabile era solo quella di tipo DDR2 a 800 MHz in quantitativo massimo di 4 GB. Inoltre il G31 non supportava le CPU Quad Core, ma era compatibile con il chipset i945GZ, di cui era di fatto l'evoluzione, in termini di pin di contatto semplificando quindi il lavoro dei produttori di schede madri.

### Q35 e Q33

#### Q35

Schema a blocchi del chipset Q35

Q35 era la più potente delle 2 versioni destinate al settore professionale. Anch'essa era dotata di comparto grafico ma a dispetto a quanto potrebbe far pensare il nome non integrava il GMA X3500 del G35, ma il più semplice GMA 3100.
A differenziarlo ulteriormente dal G35 era presente l'ICH9, e vennero aggiunte alcune tecnologie utili proprio in ambito professionale, tra le quali iAMT e Vanderpool. Per quanto riguarda il supporto alla memoria RAM invece, era limitato anch'esso alla sola DDR2 come il G35.

#### Q33

Schema a blocchi del chipset Q33

La versione Q33 era molto simile alla più completa Q35, differenziandosi da quest'ultima solo per l'assenza di alcune tecnologie. La si potrebbe vedere come una versione ibrida tra il G35 e il G33, dato che integrava il comparto grafico meno potente del G33 (GMA 3100) ma il supporto alla memoria RAM era limitato alle sole DDR2, mentre il BUS non superava i 1066 MHz.

## Nuove piattaforme

### Piattaforma per il settore Business
L'adozione del chipset Q35, segnò la fine della precedente piattaforma vPro Averill, basata sull'965Q e vide la nascita della nuova Weybridge Pro. Il Q33, evoluzione dell'i963Q, invece era alla base (insieme al chipset i946GZ per i Pentium D e Pentium Dual Core) della variante economica di Weybridge, conosciuta con il nome di Weybridge Fundamental.

### Piattaforma per il settore Desktop
Nel terzo trimestre 2007 arrivò la nuova piattaforma dedicata al settore desktop, Salt Creek. Essa era basata sui modelli X38, P35 e G35, e ruotava intorno al processore Core 2 Quad Q6600 (basato su core Kentsfield, predecessore di Yorkfield) e ai Core 2 Duo Conroe. Una variante più economica vedeva l'utilizzo della versione G33.
Sia il G35 che il P35 Express venivano utilizzati anche nella nuova generazione della piattaforma Intel VIIV.

### Piattaforma per il settore Workstation
L'ultima piattaforma basata su Bearlake era pensata per il settore workstation a singolo processore e prende il nome di Garlow WS. Andava a sostituire la precedente Wyloway, basandosi sulla variante X38 di Bearlake.

## Il successore
Il successore di Bearlake è Eaglelake arrivato il 3 giugno 2008. Esso fornisce supporto ai nuovi processori a 45 nm di Intel oltre alla memoria RAM DDR3-1333 (Bearlake, a parte la versione X38, come detto era limitato alle DDR3-1066) e al BUS a 1333 MHz per tutte le versioni del chipset.